# Ride the Wild Surf
Ride the Wild Surf (Brasil:  Mar Raivoso ) é um filme estadunidense de 1964, dos gêneros aventura e romance, dirigido por Don Taylor, roteirizado por Jo Napoleon e Art Napoleon, música de Stu Phillips.

## Sinopse
Três amigos chegam ao Hawaii e encontram aventura e romance, nas praias e ondas da baía de Waimea.

## Elenco
- Fabian....... Jody Wallis
- Shelley Fabares....... Brie Matthews
- Peter Brown....... Chase Colton
- Barbara Eden....... Augie Poole
- Tab Hunter....... Steamer Lane
- Susan Hart....... Lily Kilua
- James Mitchum....... Eskimo
- John Anthony Hayes....... Frank Decker (como Anthony Hayes)
- Roger Davis....... Charlie
- Catherine McLeod....... Mrs. Kilua
- Murray Rose....... Swag
- Robert Kenneally....... Russ
- David Cadiente....... Ally
- Mark LeBuse....... Phil (como Alan LeBuse)
- Paul Tremaine....... Vic